# 강한 상호작용

강한 상호작용(强-相互作用, strong interaction)은 물리학에서 다루는 개념으로 원자핵이나 중간자들을 결합하고 상호작용하게 하는 힘이다. '강한 핵력'(强-核力, strong nuclear force), 또는 줄여서 '강력'(强力, strong force)이라고 일컬어지기도 한다.
자연계의 네 가지 기본 힘인 중력, 전자기력, 강력, 약력 중 하나이다. 현재 표준 이론은 양자 색역학을 기반으로 하는 표준 모형이나, 이전에는 끈이론이나 부트스트랩 등의 이론이 있었다. 쿼크와 글루온 사이의 강력은 '색력'(色力, color force)이라고도 부른다.

## 강한 핵력과의 차이
1970년대 이전까지는 핵자, 즉 양성자와 중성자가 기본입자로 생각되었으며, '강력' 혹은 '강한 핵력' 따위의 용어는 전기적 척력을 극복하고 핵을 붙들어 매는 핵자 간의 힘을 일컬었다. 즉, 아주 가까운 거리에서 '정전기력을 극복할 만큼 강한 핵자간의 힘'이 존재한다는 것을 나타내기 위해 사용된 것이다.
하지만 쿼크가 발견된 후, 양성자 그 자체에 힘이 작용하는 것이 아니라, 양성자를 구성하는 쿼크 및 글루온에 힘이 작용하는 것임이 밝혀졌다. 즉, 이전에 강한 핵력이라고 언급했던 핵자간의 힘은 실제 강한 상호작용이 강입자, 즉 바리온과 중간자에 작용할 때 발생하는 잔류(residual) 현상이라는 것이다. (핵력 참조.) 그러한 이유로, 과거의 강한 핵력은 잔류 강한 핵력(residual strong force)라고도 하며, 새로이 발견된 아원자 입자간의 힘인 강한 상호작용은 양자 색역학에 의거하여 색력(color force)이라고도 한다.

## 이론
SU(3)의 게이지군을 바탕으로 한 양자 마당 이론인 양자 색역학이 표준 이론이다.

## 같이 보기
- 양자역학의 수학 공식화
- 양자장론
- 유카와 상호작용